# روبرت ويلسون (أنجليكاني)
كان روبرت ويلسون عميدًا أنجليكانيًا في آيرلندا في القرن السابع عشر.
تلقى ويلسون تعليمه في كلية ترينيتي في دبلن. عُيِّن عميدا لكاتدرائية فيرنس عام 1626، وهو المنصب الذي شغله حتى عام 1643.
ثم أصبح عميدًا لكاتدرائية القديس باتريك، دبلن من عام 1630.